# Alain Aspect
Alain Aspect (født 15. juni 1947 i Agen) er en fransk fysiker, som har udført eksperimenter, der er centrale for forståelse af kvantemekanikken. Han modtog, sammen med amerikanske John F. Clauser og østrigske Anton Zeilinger, Nobelprisen i fysik 2022 for sit arbejde.

## Forskning
I 1982 gennemførte Alain Aspect, i samarbejde med Jean Dalibard og Gérard Roger, en eksperimentel test af Bells ulighed og dermed af EPR-paradokset. Se "Bell test eksperimenter". Deres forsøg er kendt som Aspect-forsøgene. Bohrs påviste fænomen kaldes for kvantefysisk sammenfiltring, og Einstein kaldte det formodede fænomen for en Spooky (spøgelsesagtig) kvantemekanisk forbindelse.

Kvantefysisk sammenfiltring har set ud som om, at de brød med vores forestillinger om årsag og virkning, og fra ca. 1995-2005 eller længere har der været mange diskussioner og praktiske eksperimenter, som skulle påvise eller afkræfte signaloverførsel med overlyshastighed via kvantefysisk sammenfiltring. Så Aspect-eksperimentets resultat lavede virkelig røre i det globale fysikermiljø, og der er stadig mange ting der mangler at blive afklaret.
Aspect-forsøgene er derfor af fundamental betydning ikke blot for fysikken, men for menneskets forståelse af hvordan verden overhovedet er skruet sammen, det vil sige for filosofien. Mange fysikere har forsøgt at forklare kvantefysisk sammenfiltring ud fra en deterministisk synsvinkel for at rydde Bohrs kvantemekaniske sandsynligheder af vejen, men det har ikke villet. 
7. oktober 2013 modtog Alain Aspect Ingeniørforeningens Niels Bohr Medalje, hovedsagelig for sin test af Bells ulighed.

### Centrale afhandlinger
- Experimental Realization of Einstein-Podolsky-Rosen-Bohm Gedankenexperiment: A New Violation of Bell's Inequalities, A. Aspect, P. Grangier, and G. Roger, Physical Review Letters, Vol. 49, Iss. 2, pp.91-94 (1982) DOI:10.1103/PhysRevLett.49.91
- Experimental Test of Bell's Inequalities Using Time-Varying Analyzers, A. Aspect, J. Dalibard and G. Roger, Physical Review Letters, Vol. 49, Iss. 25, pp. 1804-1807 (1982) DOI:10.1103/PhysRevLett.49.1804